# Nireș, Cluj
Nireș, mai demult Sasnireș, Sas-Mireșu, Sasmireșu, (în maghiară Szásznyíres, în trad. "Mestecănișu Săsesc", în dialectul săsesc Niresch, în germană Nieresch, Birkendörfel, în trad. "Sătucul cu Mesteceni", "Mestecăniș") este un sat în comuna Mica din județul Cluj, Transilvania, România.

## Resurse naturale
În subsolul regiunii există o importantă acumulare de sare gemă, care se extinde între localitățile Nireș și Unguraș de-a lungul Văii Bandău, afluent al Someșului Mic. Corpul de sare are o lungime de cca 5 km (oríentare est-vest), o lățime de 0,6-1 km și o grosime de 200-400 m. Masivul de sare face parte din zona puțin tectonizată de la nord de Gherla, unde sarea a conservat în bună parte poziția stratigrafică inițială, fiind supusă doar la ușoare fenomene de lentilizare, boltire și laminare.
Pe teritoriul acestei localități se găsesc izvoare sărate, saramura fiind întrebuințată din vechi timpuri de către localnici.

## Galerie de imagini

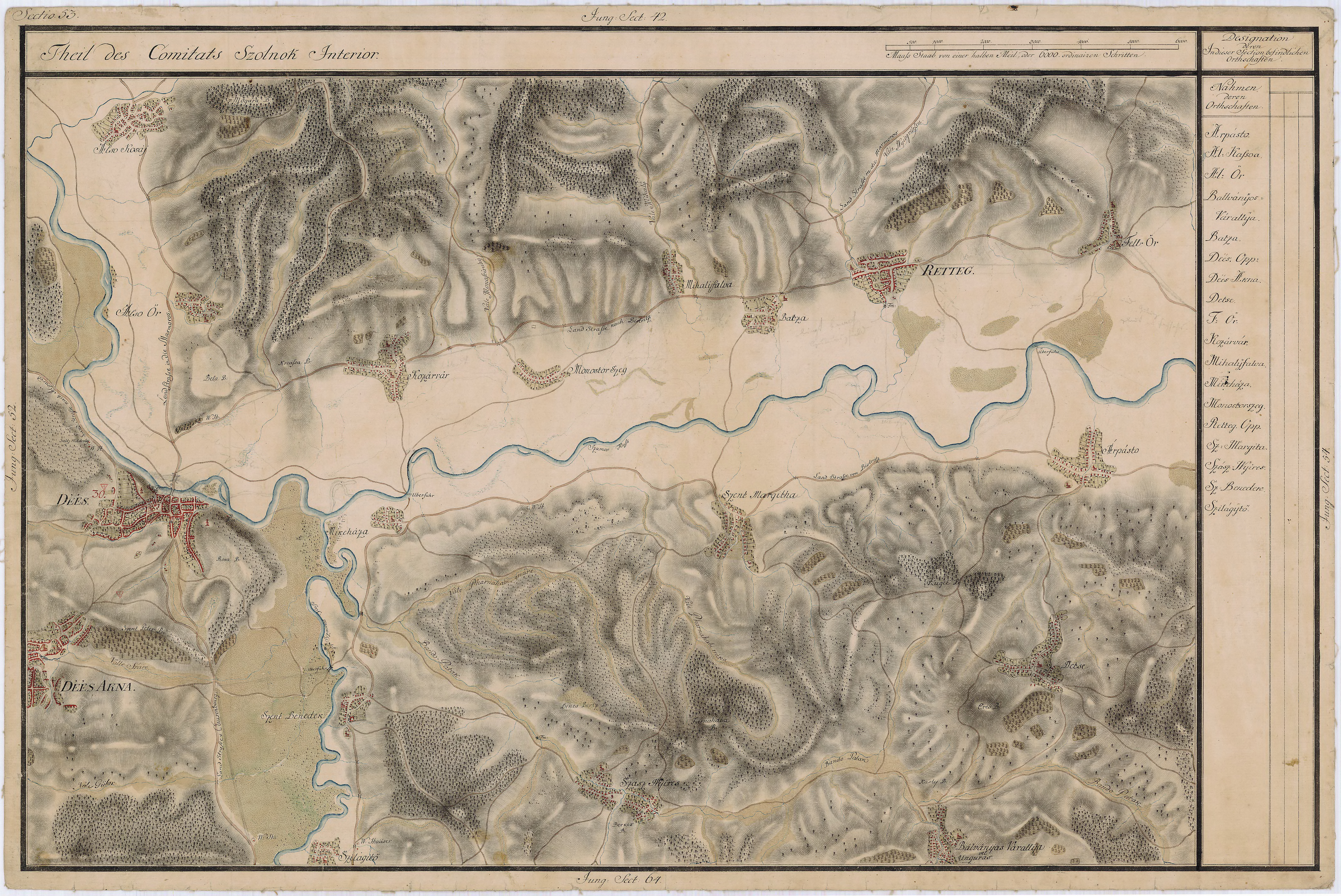
Nireş în Harta Iosefină a Transilvaniei, 1769-73
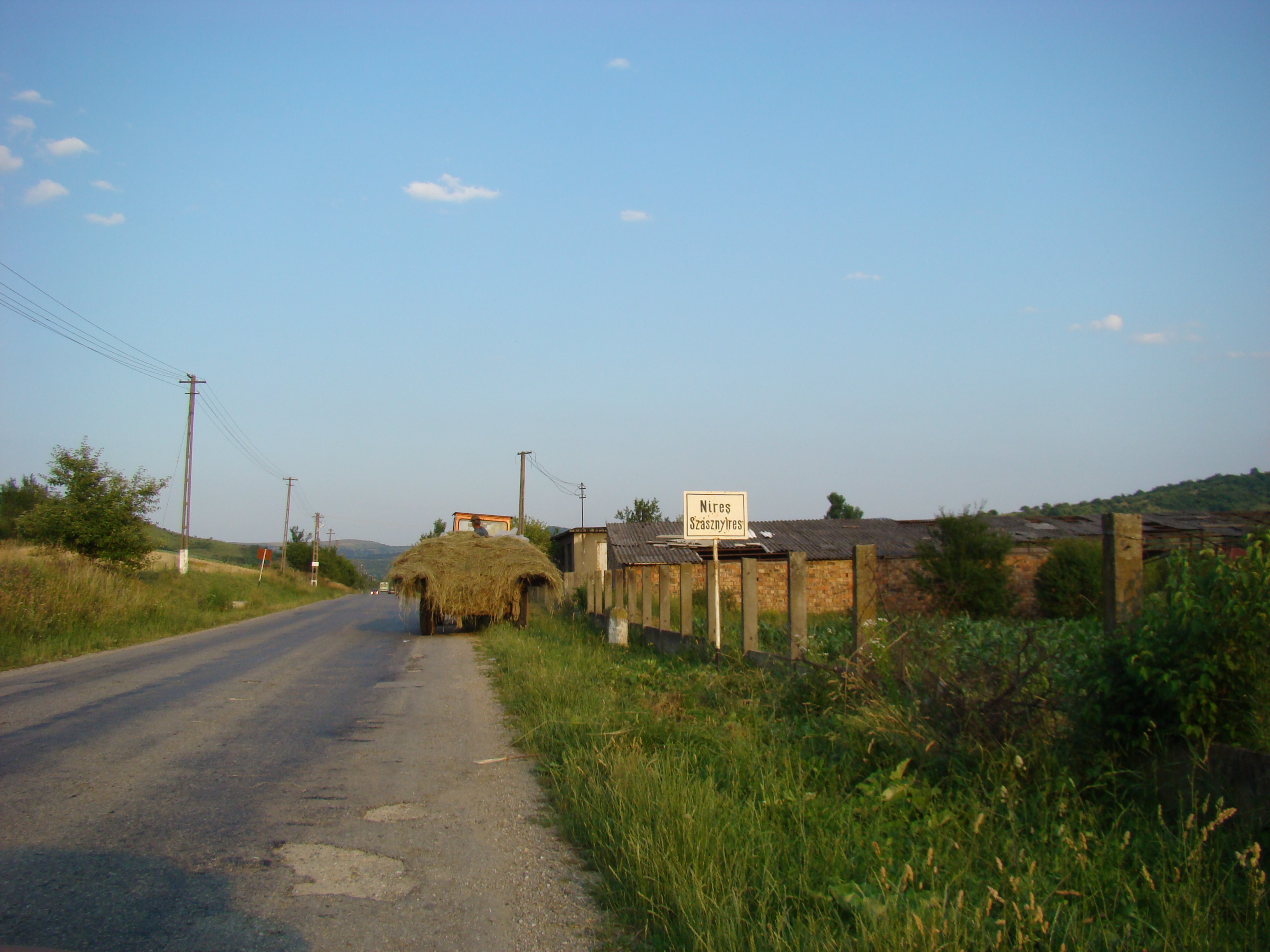
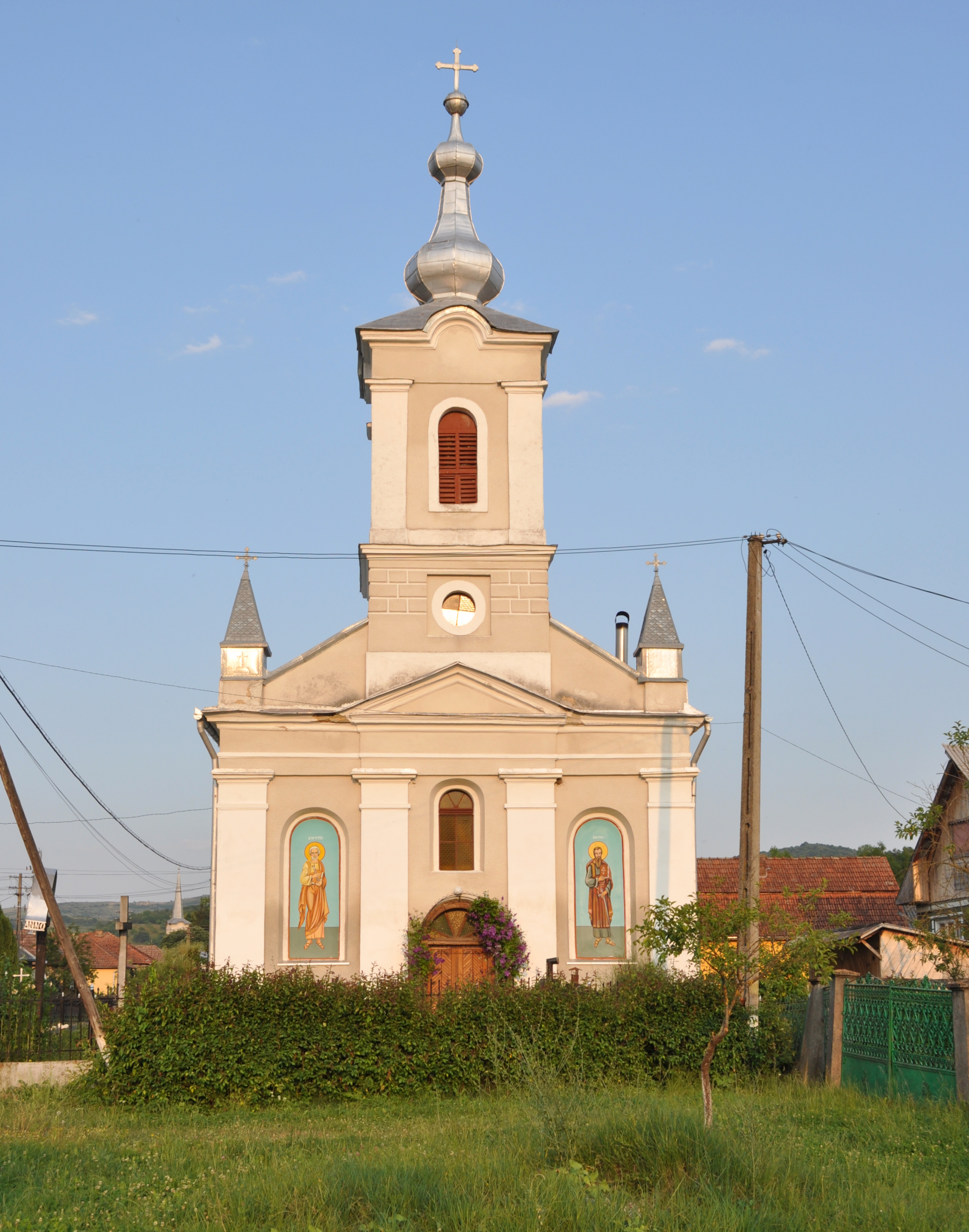
Biserica ortodoxă (1912-1916)
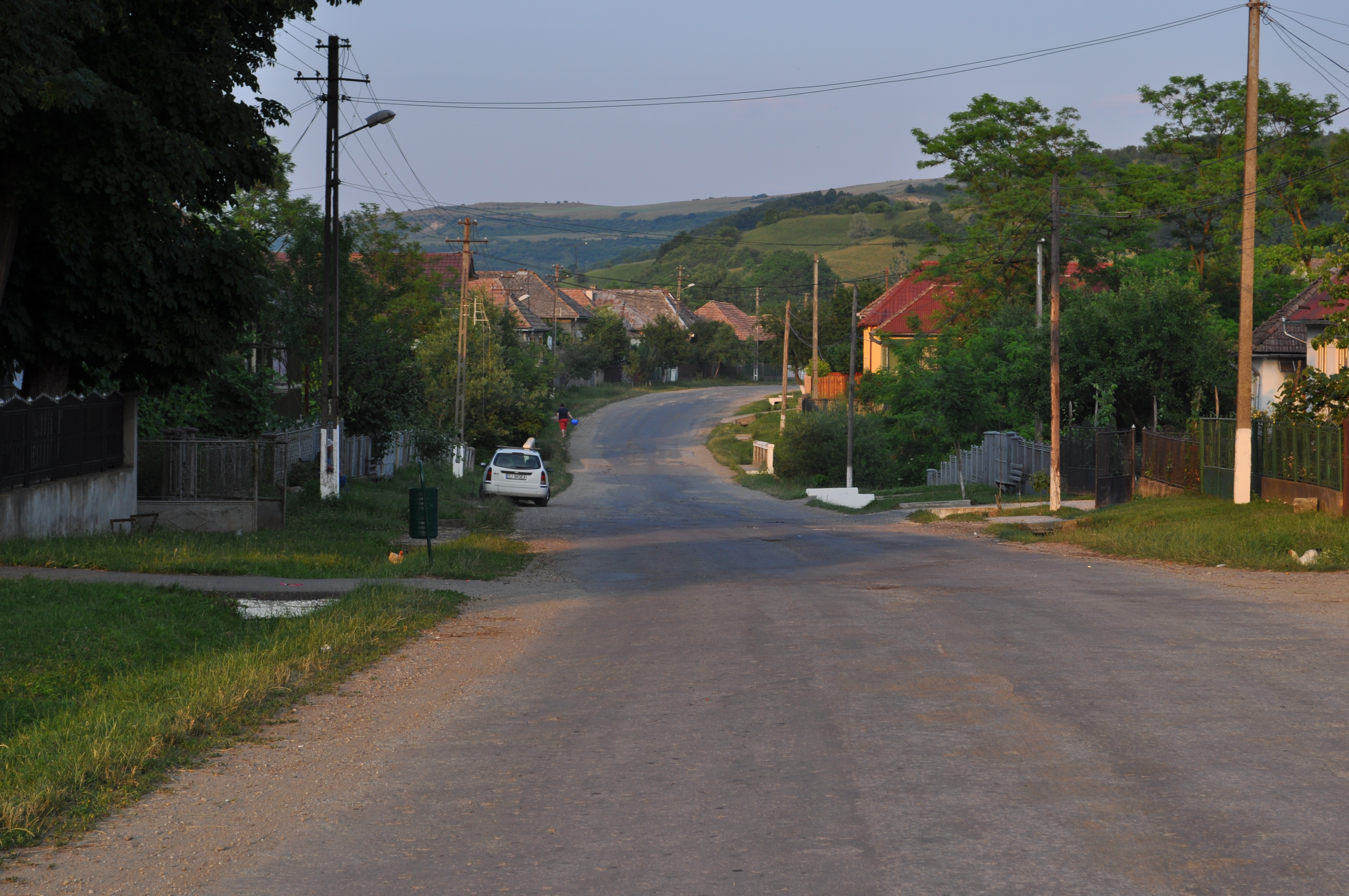
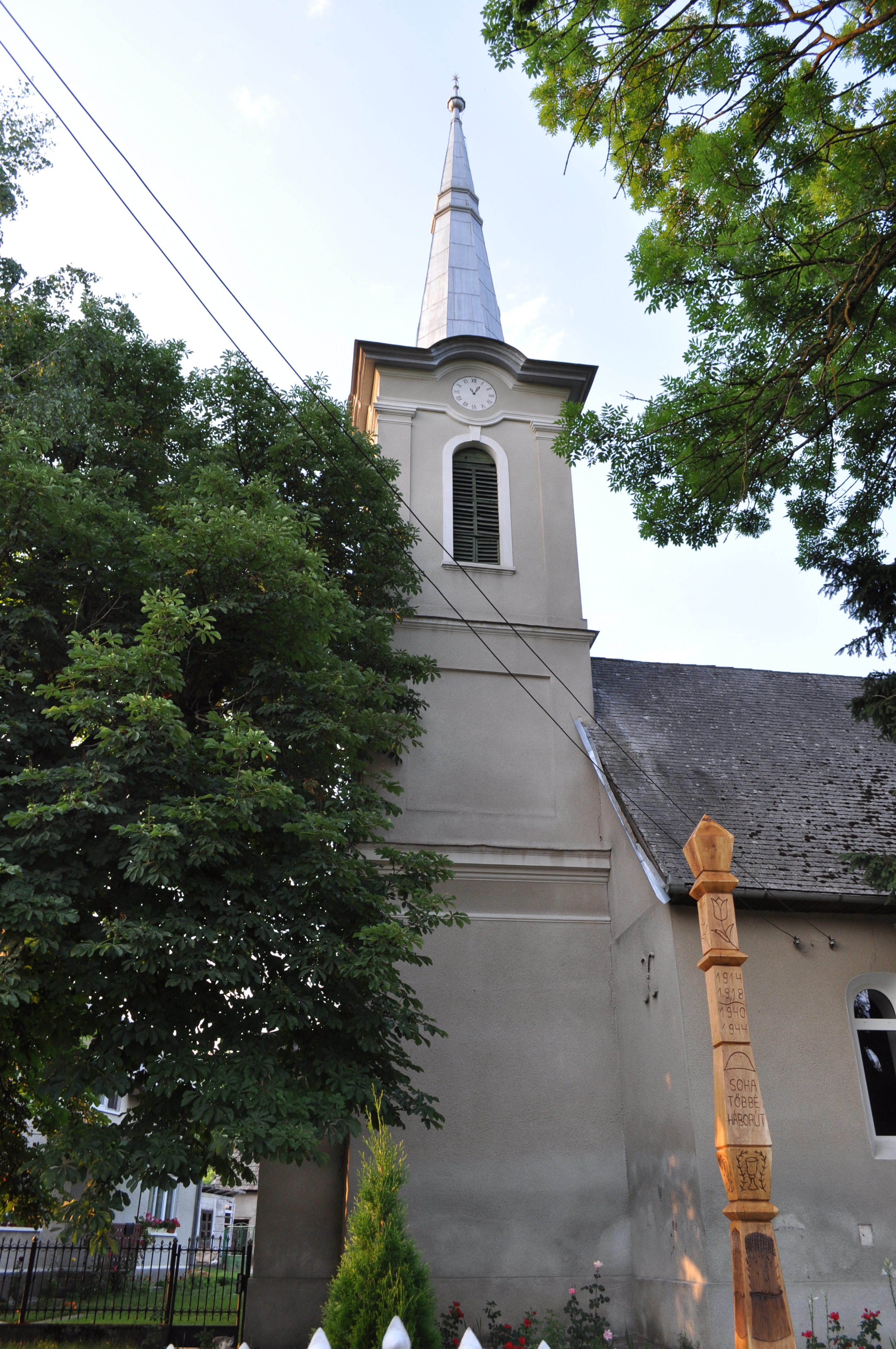
Biserica reformată (sec.XIII)
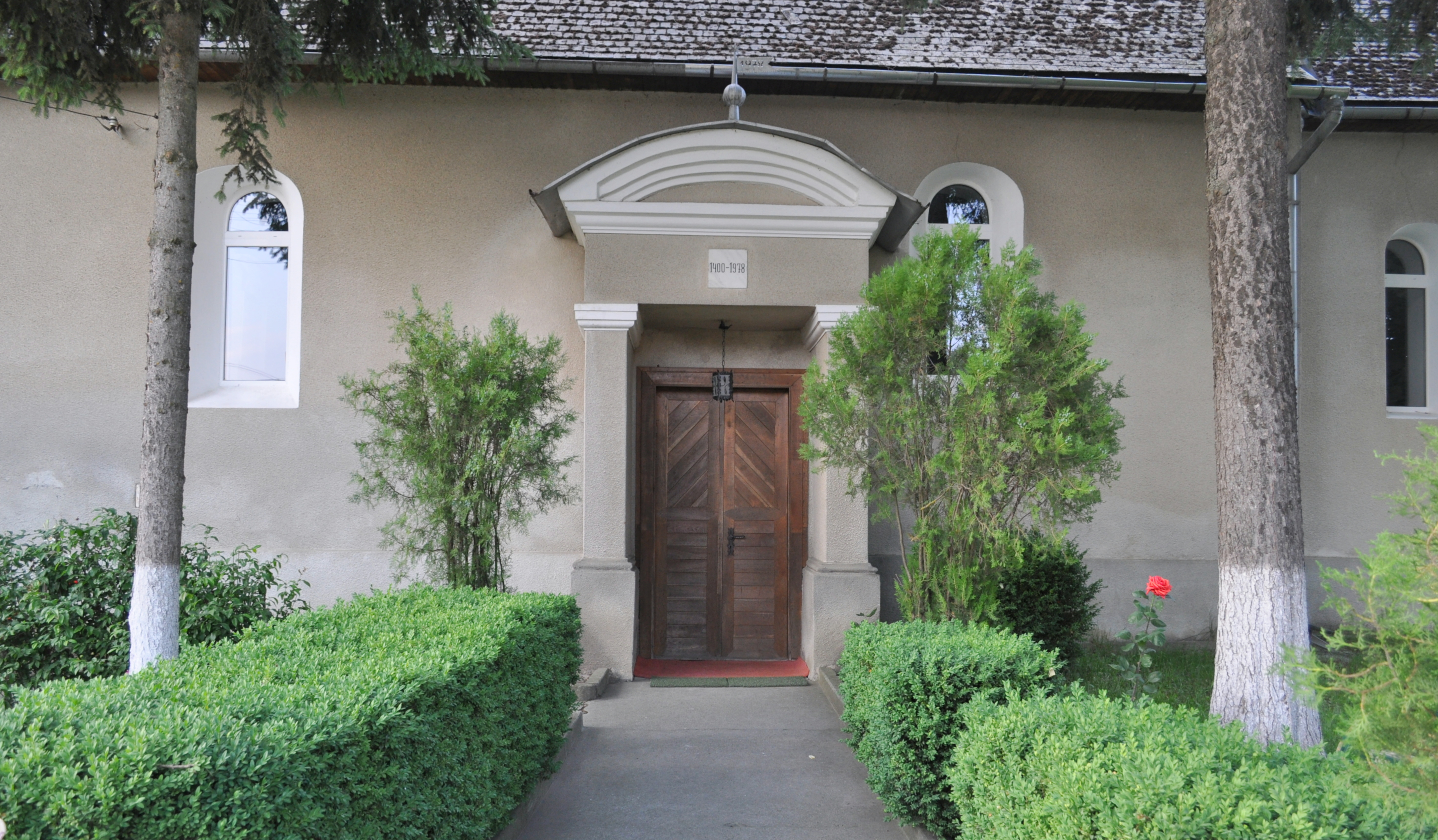
Biserica reformată (sec.XIII)
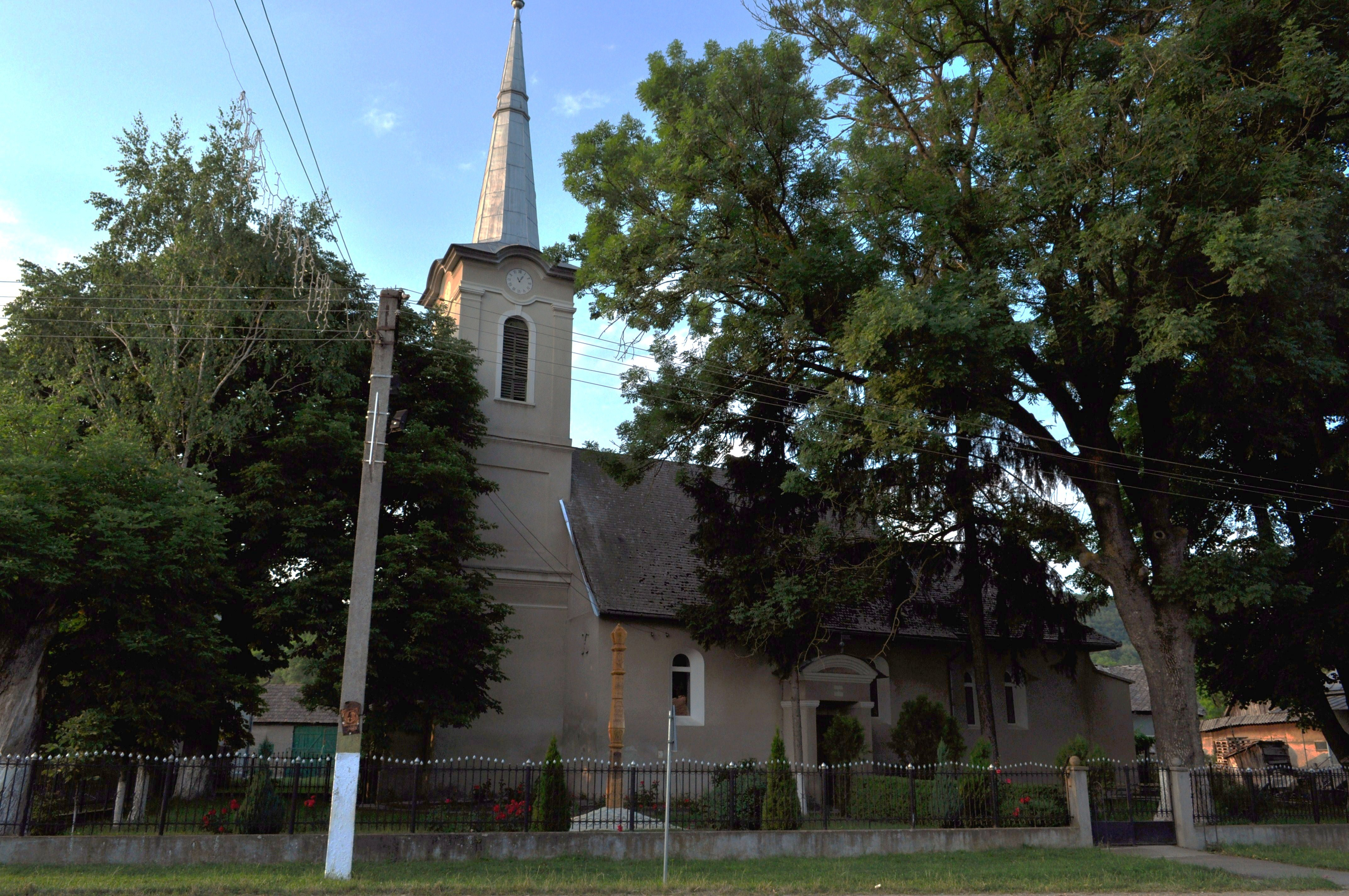
Biserica reformată (sec.XIII)
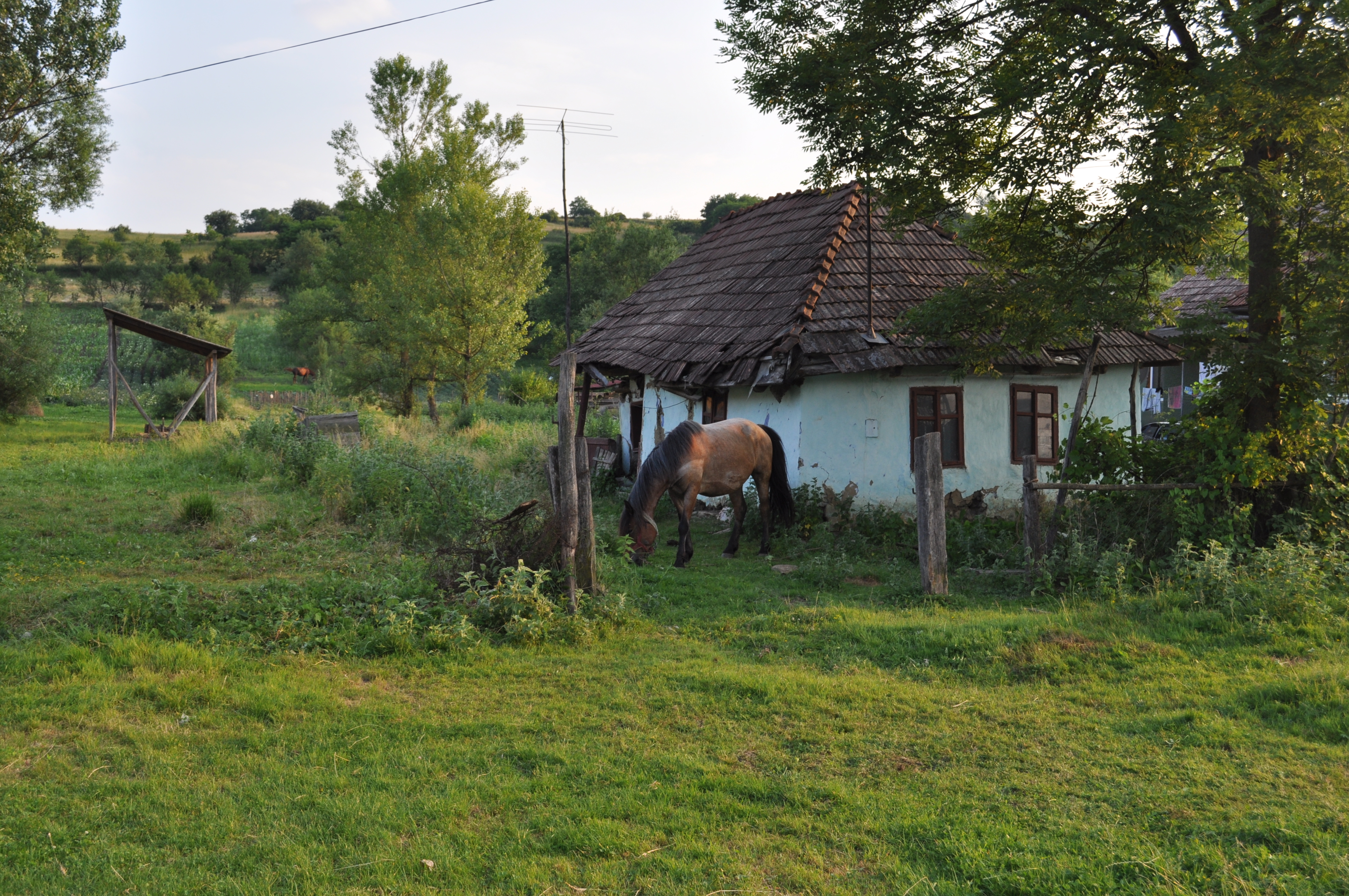